# リカルド・セルジオ・ローシャ・アゼヴェード
リカルド・セルジオ・ローシャ・アゼヴェード（Ricardo Sérgio Rocha Azevedo, 1978年10月3日 - ）は、ポルトガル・サント・ティルソ出身の元サッカー選手。ポジションはディフェンダー。単にローシャ (Rocha) としても知られている。
SCブラガでプロキャリアを開始後、2001年後半にSLベンフィカと契約し、後者のクラブで公式戦157試合に出場した。その後、残りのキャリア大半をイングランドの地で過ごすことになり、トッテナム・ホットスパーFCとポーツマスFCに在籍中にはプレミアリーグの舞台で2クラブ合わせ3季プレーした。

## 経歴

### クラブ

#### ポルトガル
ポルト県サント・ティルソに生まれたローシャは、1999-2000シーズン中にSCブラガで1部リーグ初出場を飾った。2001年12月には同僚のアルマンド・サ, ティアゴ・メンデスと共に同リーグの強豪SLベンフィカに引き抜かれる（ローシャの場合は翌年6月に公式に移籍）と、すぐさま主力としての地位を確立した。
ベンフィカでの4季半に公式戦157試合（欧州カップ戦33試合）3得点を記録。また、2004-05シーズンに25試合に出場し、クラブの11季ぶりのリーグ優勝に貢献した。2006年3月28日にUEFAチャンピオンズリーグ 2005-06のFCバルセロナとの準々決勝第1戦（0-0, 2試合合計0-2敗北）では、最終的に優勝し最優秀選手賞にも輝くロナウジーニョのマークを務め、チャンスを作られる場面もあったが決定的な仕事をさせないことに成功。そのパフォーマンスに相手のロナウジーニョからも称賛された。

#### 国外
トッテナム
ローシャがトッテナム・ホットスパーFCへ移籍する可能性があることを2007年1月17日にポルトガルとイングランドのメディアは伝え、翌日にトッテナムのダニエル・レヴィ会長と元トッテナムの選手で現代理人のロニー・ローゼンタールとベンフィカの会長の3者がリスボンで会談し、500万ユーロ（320万ポンド）で合意に達したことをポルトガルの新聞が報告した。
1月23日に移籍金非公開（330万ポンドと考えられている）でトッテナムと3年半の契約を締結。負傷した主将のレドリー・キングに代わり、27日にFAカップ4回戦のサウスエンド・ユナイテッドFC戦（3-1勝利）で公式戦初出場し、10月2日のシェフィールド・ユナイテッドFC戦でリーグ戦初出場を飾った。加入1季目の出場は5試合、2季目はリーグ戦どころか公式戦含め出場0に終わった結果、2009年6月14日に放出となった。
ポーツマス
2009年8月31日にスタンダール・リエージュと1年契約を締結するも、2010年1月30日に契約は終了を告げ、2月3日に自由移籍でポーツマスFCと2年契約を締結し、イングランド・サッカー界に復帰。それから5日後のマンチェスター・ユナイテッドFC戦（0-5敗北）で初出場を飾った。2月9日のサンダーランドAFC戦で退場すると、出場停止明けの27日のバーンリーFC戦でも退場と出場した2試合連続で退場処分を言い渡された。そのような状況下だったが、古巣トッテナムとの準決勝で同試合の最優秀選手に選出される程の活躍で勝利に導いた。
2010年5月19日にポーツマスから契約延長の話が提供され、9月3日に同クラブと再契約の合意に達し、それから7日後に正式に契約を2年延長した。2010-11シーズンのクラブは16位に終わり、ローシャ個人としては29試合に出場し、レディングFC戦（0-2敗北）, カーディフ・シティFC戦（0-3敗北）で再び2試合連続で退場している。2011-12シーズンはデイヴ・キットソンと共にスティーヴ・コッテリル監督の構想外となっていたが、2010年11月中旬に同監督がノッティンガム・フォレストへ去ったことで出場機会を増やし、最終的にポーツマスの年間最優秀選手賞に選出されるほどの活躍を見せた。しかし、シーズン終了後に3部へ降格し、また契約満了に伴い退団となった。
2012年9月25日にイプスウィッチ・タウンFC、10月6日にはリーズ・ユナイテッドAFCのトライアルに参加していたが、11月19日にポーツマスと1ヶ月の契約を締結した。

### 代表
2002年のスコットランド戦でポルトガル代表初出場。3年の不在を経て、UEFA EURO 2008予選のフィンランド戦とデンマーク戦に向けて再招集された。

## タイトル

### クラブ
SLベンフィカ
- スーペル・リーガ : 2004-05
- タッサ・デ・ポルトガル : 2003-04
- スーペルタッサ・カンディド・デ・オリベイラ : 2004